# Æneas Mackay
Æneas Mackay (Nimega, 29 novembre 1839 – L'Aia, 13 novembre 1909) è stato un politico olandese, primo ministro dei Paesi Bassi dal 20 aprile 1888 al 21 agosto 1890.

## Biografia
Mackay nacque a Nimega in una famiglia nobile, di origine scozzese. Frequentò il ginnasio di Nimega, studiando Diritto Romano e Contemporaneo a Utrecht. Nel 1862 divenne avvocato, mantenendo tale professione fino al 1865.
La sua prima elezione alla Camera dei rappresentanti giunse nel maggio 1876. Ne fu presidente dal 1884 al 1885 e poi ancora, in secondo mandato, dal 1901 al 1905. Come parlamentare, si occupò di diverse tematiche: giustizia, istruzione, colonie, suffragio.
Fu inoltre Ministro degli Interni dal 1888 al 1890, nonché Ministro delle Colonie tra il 1890 e il 1891, occupando la carica di Primo Ministro dal 1888 al 1891.
Durante il suo governo vennero approvate una serie di misure a favore dell'insegnamento privato che scatenarono enormi polemiche e segnarono l'inizio del declino dei liberali nella politica olandese alla fine del XIX secolo.